# Де Хан, Фоппе
Фоппе Герт де Хан (нидерл. Foppe Geert de Haan; родился 26 июня 1943 года, Липпенхёйзен, Нидерланды) — нидерландский футбольный тренер, наиболее известный по работе в клубе «Херенвен».

## Карьера
Де Хан начал свою карьеру тренера в 1974 году с клубом «Аккрюм». Через два года он стал тренером молодёжной команды «Херенвена». К 1978 году он стал юношеским тренером клуба «Драхстер». Затем он перешёл в АСВ в 1980 году, позже в «Стенвейк» в 1983 году. В 1985 году де Хан снова присоединился к «Херенвену», на этот раз в качестве ассистента главного тренера. Он проработал около 20 лет с «суперфризами», что стало самым длительным пребыванием тренера в голландском профессиональном футбольном клубе. Де Хан был назначен главным тренером в 1992 году, а в 1993 году вернул клуб в «Эредивизи». Завершив сезон на втором месте в 2000 году, клуб, таким образом, впервые в истории команды, попадает в Лигу Чемпионов.
Был на последнем месте в списке Партии труда на выборах 2017 года.